# مصطفى أماري
مصطفى أماري (بالألمانية: Mustapha Amari)‏ هو لاعب كرة قدم ألماني، ولد في 25 فبراير 1994 في لوسنيتس في ألمانيا. لعب مع نادي هالشر.

## وصلات خارجية
- مصطفى أماري على موقع قاعدة بيانات كرة القدم.إي يو (الإنجليزية)
- مصطفى أماري على موقع بيانات كرة القدم. دي إي (الألمانية)
- مصطفى أماري على موقع عالم كرة القدم.نت (الإنجليزية)